# Heath (Ohio)
Heath es una ciudad ubicada en el condado de Licking, en el estado estadounidense de Ohio. Según el censo de 2020, tiene una población de 10 412 habitantes.
La ciudad conforma una aglomeración urbana con la vecina Newark.

## Geografía
La localidad está ubicada en las coordenadas 40°1′15″N 82°26′31″O / 40.02083, -82.44194 (40.020814, -82.442075). Según la Oficina del Censo de los Estados Unidos, Heath tiene una superficie total de 28.84 km², de la cual 28.65 km² corresponden a tierra firme y 0.19 km² es agua.

## Demografía
Según el censo de 2020, hay 10 412 personas residiendo en Heath. La densidad de población es de 363.42 hab./km². El 90.30% de los habitantes son blancos, el 2.60% son afroamericanos, el 0.18% son amerindios, el 0.72% son asiáticos, el 0.08% son isleños del Pacífico, el 0.68% son de otras razas y el 5.44% son de una mezcla de razas. Del total de la población, el 2.03% son hispanos o latinos de cualquier raza.